# Elecciones municipales de Cuba de 2000
Las elecciones municipales de Cuba de 2000 se realizaron el 23 y 30 de abril de dicho año para elegir a los 13 853 miembros de las Asambleas Municipales del Poder Popular. Fueron las décimas elecciones de carácter local desde 1976. En aquellos municipios en donde no hubo un triunfador por mayoría absoluta, se realizó una segunda vuelta el 30 de abril.
La participación total en esta elección alcanzó el 98,06%.

## Participación
Los datos oficiales de participación ciudadana en estas elecciones y número de delegados a elegir por provincia se resume en la siguiente tabla:
| Provincia           | Participación | Delegados |
| ------------------- | ------------- | --------- |
| Pinar del Río       | 98.51%        | 1269      |
| La Habana           | 99.34%        | 1078      |
| Ciudad de La Habana | 96.47%        | 1332      |
| Matanzas            | 98.63%        | 881       |
| Villa Clara         | 98.36%        | 1242      |
| Cienfuegos          | 99.74%        | 575       |
| Sancti Spíritus     | 98.75%        | 672       |
| Ciego de Ávila      | 98.63%        | 650       |
| Camagüey            | 97.54%        | 926       |
| Las Tunas           | 99.58%        | 750       |
| Holguín             | 97.97%        | 1324      |
| Granma              | 98.75%        | 1184      |
| Santiago de Cuba    | 98.69%        | 1203      |
| Guantánamo          | 96.05%        | 700       |
| Isla de la Juventud | 98.11%        | 67        |
| Total               | 98.06%        | 13 853    |